# 仙台大学
仙台大学（せんだいだいがく、英語: Sendai University）は、宮城県柴田郡柴田町船岡南2-2-18に本部を置く日本の私立大学。1879年創立、1967年大学設置。大学の略称は定着しておらず、仙台大（せんだいだい）とも称される。
2009年度まで、東北と北海道地域で唯一の体育大学ならびに体育学部であった。

## 沿革
当初は「仙台体育大学」の名称が候補とされたが、将来に拡充の可能性を見据えて「仙台大学」とした。
- 1805年 - 仙台藩大番士の朴澤行澄 （ほうさわゆきすみ）が寺子屋「壽墨堂」を仙台本荒町良覚院にて開校[3]。
- 1879年 - 行澄の子・朴澤三代治(1822－1895)が仙台市良覚院丁に「松操裁縫私塾」創設[3]
- 1931年 - 朴澤松操女学校に改称し、高等師範科増設。[3]
- 1937年 - 「財団法人朴澤松操女学園」が文部省より認可。初代理事長に朴澤三二（東北帝国大学教授理学博士）。[3]
- 1948年 - 朴沢女子高等学校に改称[3]
- 1967年 - 法人名を学校法人朴沢学園と改称し、仙台大学を体育学部体育学科の単科で開学する。初代学長に佐野保[3]。
- 1995年 - 体育学部に健康福祉学科を増設する。
- 1998年 - 大学院修士課程スポーツ科学研究科スポーツ科学専攻を設ける。
- 2000年 -「学都仙台単位互換ネットワークに関する協定」を締結する。
- 2001年 - 仙台圏大学間単位互換制度に参加する。
- 2003年 - 体育学部に運動栄養学科を増設する。
- 2007年 - 体育学部にスポーツ情報マスメディア学科を増設する。
- 2011年 - 体育学部に現代武道学科を増設する。
- 2017年 - 体育学部に子ども運動教育学科を増設する。
- 2022年 - 運動栄養学科をスポーツ栄養学科に名称変更。

## 学部・大学院
- 体育学部
  - 体育学科
    - スポーツコーチング・コース
    - スポーツトレーナー・コース
    - スポーツマネジメント・コース

  - 健康福祉学科
  - スポーツ栄養学科
  - スポーツ情報マスメディア学科
  - 現代武道学科
  - 子ども運動教育学科

- スポーツ科学研究科（修士課程）
  - スポーツ科学専攻
    - 保健体育科教育領域
    - 現代武道領域
    - スポーツマネジメント領域
    - スポーツコーチング領域
    - スポーツ情報戦略・マスメディア領域
    - トレーナー領域
    - 運動・スポーツ栄養学領域
    - 健康福祉領域
    - 学校体育領域
    - スポーツ・プロモーション領域
    - 健康・体力支援領域

## 学生生活

### 学園祭
大学祭の「仙台大学祭」は例年7月中旬に開催されている。

### スポーツ
- 硬式野球部は、仙台六大学野球連盟に加盟している。優勝回数は11回（2024年秋季リーグ戦終了現在）。2010年代半ば頃から、リーグ戦で東北福祉大学との2強対決を演じている。
- サッカー部は、週休2日制の導入や持続可能なチーム構成などに取り組んでいる[4][5]。
- 陸上競技や体操のほか、ボブスレー、リュージュ、スケルトンの各部でオリンピック選手を輩出している（仙台大学の人物一覧を参照）[6]。

## 系列校
- 仙台大学附属明成高等学校[7]

## 施設

### キャンパス
- 交通アクセス：東北本線 船岡駅下車、徒歩13分。
1967年（昭和42年）4月に、第一海軍火薬廠本部跡地（陸上自衛隊（旧）船岡駐屯地跡地）を東北財務局から取得して設置した[2]。国有財産特別措置法の適用となり、土地評価額の50パーセントが減免された[2]。

## 対外関係

### 他大学と協定
国内
- 学都仙台コンソーシアム
- 放送大学

海外
- 東北師範大学（中国）
- 吉林体育学院（中国）
- 上海体育学院（中国）
- 台東大学（台湾）
- カヤーニ応用科学大学（フィンランド）
- 国立体育・スポーツ学院（ベラルーシ）
- ハワイ州立大学（アメリカ）